# Knowles (efternamn)
Knowles är ett engelskt efternamn.

## Personer med namnet
- Andrew Knowles (född 1981), brittisk musiker och konstnär
- Beyoncé Knowles-Carter (född 1981), amerikansk artist
- Carl Knowles (1910–1981), amerikansk basketspelare
- Harriet Knowles (aktiv 1826–1845), australisk sångerska och skådespelare
- Mark Knowles (född 1971), tennisspelare
- Mark Knowles (landhockeyspelare) (född 1984), australisk landhockeyspelare
- Mary Morris Knowles (1733–1807), brittisk kväkare, feminist, abolitionist och poet
- Matthew Knowles (född 1952), amerikansk musikproducent och manager
- Patric Knowles (1911–1995), brittisk skådespelare
- Shanica Knowles (född 1988), amerikansk skådespelare
- Solange Knowles, (född 1986), amerikansk artist
- Tina Knowles (född 1954), amerikansk affärskvinna och modedesigner
- Tony Knowles (född 1943), amerikansk demokratisk politiker, guvernör i Alaska
- Tony Knowles (snookerspelare) (född 1955), en engelsk snookerspelare
- Warren P. Knowles (1908–1993), amerikansk republikansk politiker, guvernör i Wisconsin
- William S. Knowles (1917–2012), amerikansk kemist, nobelpristagare